# Seyne
Seyne [sɛn] (auch Seyne-les-Alpes genannt, okzitanisch: Sanha) ist ein Ort und eine französische Gemeinde (commune) mit 1365 Einwohnern (Stand 1. Januar 2022) im Département Alpes-de-Haute-Provence in der Region Provence-Alpes-Côte d’Azur. Die Bewohner nennen sich Seynois.

## Lage
Seyne liegt etwa 42 Kilometer (Fahrtstrecke) nordöstlich von Digne-les-Bains bzw. etwa 45 Kilometer südöstlich von Gap in einem Hochtal der Seealpen in einer Höhe von etwa 1.260 m ü. d. M. Die italienische Grenze ist etwa 45 Kilometer (Luftlinie) in östlicher Richtung entfernt. Im Gemeindegebiet von Seyne entspringt der Fluss Bès.
Die angrenzenden Gemeinden sind Le Lauzet-Ubaye im Nordosten, Méolans-Revel im Osten, Le Vernet, Verdaches und Auzet im Süden, Selonnet im Westen sowie Montclar im Nordwesten.

## Geschichte
Bei einem Bürgerentscheid stimmten im Oktober 2024 die Einwohner des Orts mehrheitlich für die Einstellung der Skistation. Angesichts des Klimawandels war mangels Schnee der Umsatz des Skilifts binnen zehn Jahren um 60 % zurückgegangen und hatte zuletzt einen Zuschuss von 350.000 Euro jährlich erforderlich gemacht.

## Bevölkerungsentwicklung
| Jahr      | 1968 | 1975 | 1982 | 1990 | 1999 | 2007 | 2012 |
| Einwohner | 1222 | 1214 | 1287 | 1222 | 1440 | 1431 | 1419 |

Im 19. Jahrhundert hatte die Gemeinde stets zwischen 2000 und 3000 Einwohner. Die Mechanisierung der Landwirtschaft führte in der ersten Hälfte des 20. Jahrhunderts zu einem deutlichen Bevölkerungsrückgang, der in den 1940er und 1950er Jahren seinen Tiefststand erreichte.

## Sehenswürdigkeiten
- Bastion des Pénitents
- Kapelle Bellevue
- Zitadelle
- Dominikanerkloster
- Kirche Notre-Dame-de-Nazareth

Siehe auch: Liste der Monuments historiques in Seyne

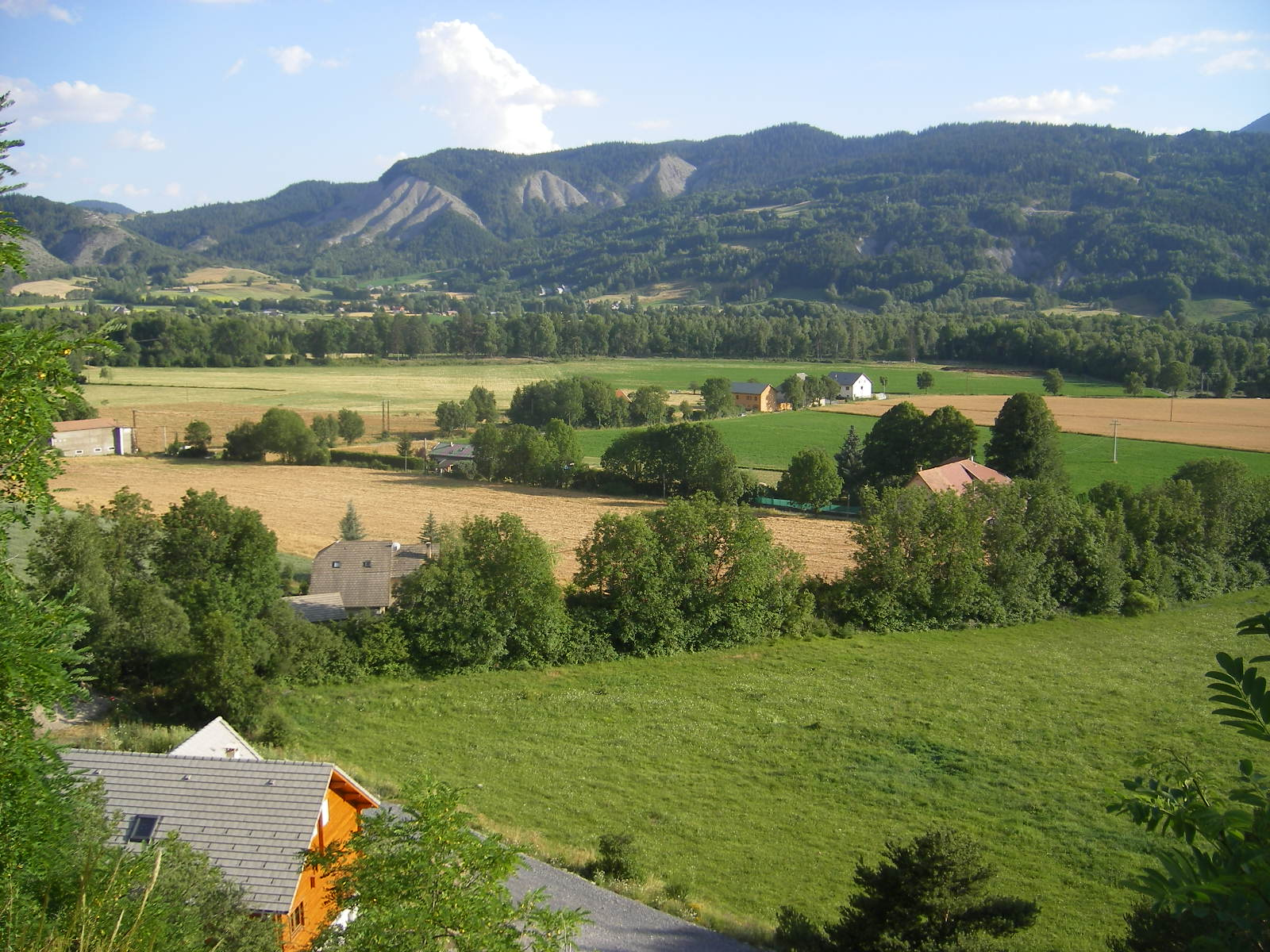
Tal von Seyne
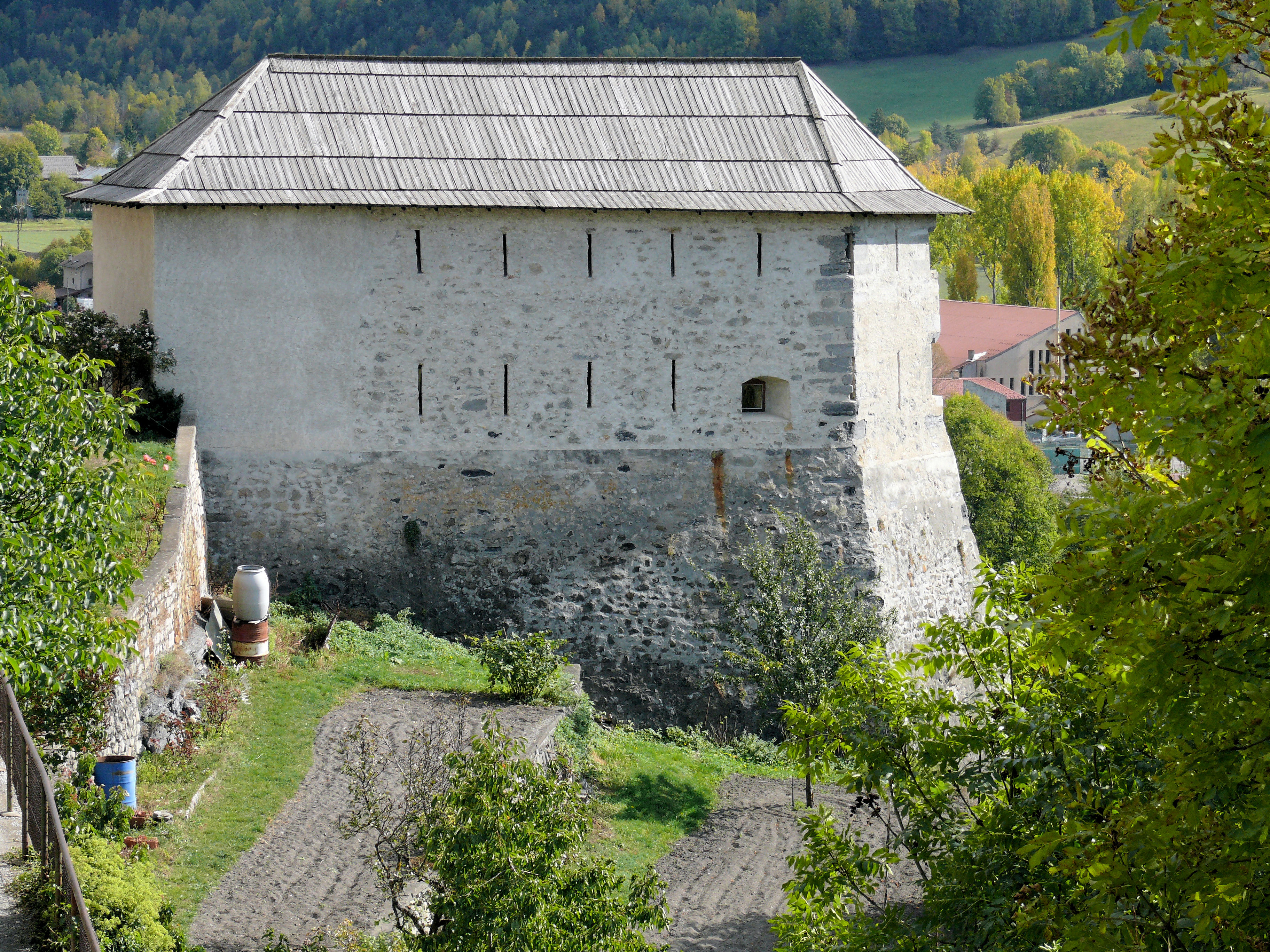
Bastion des Pénitents
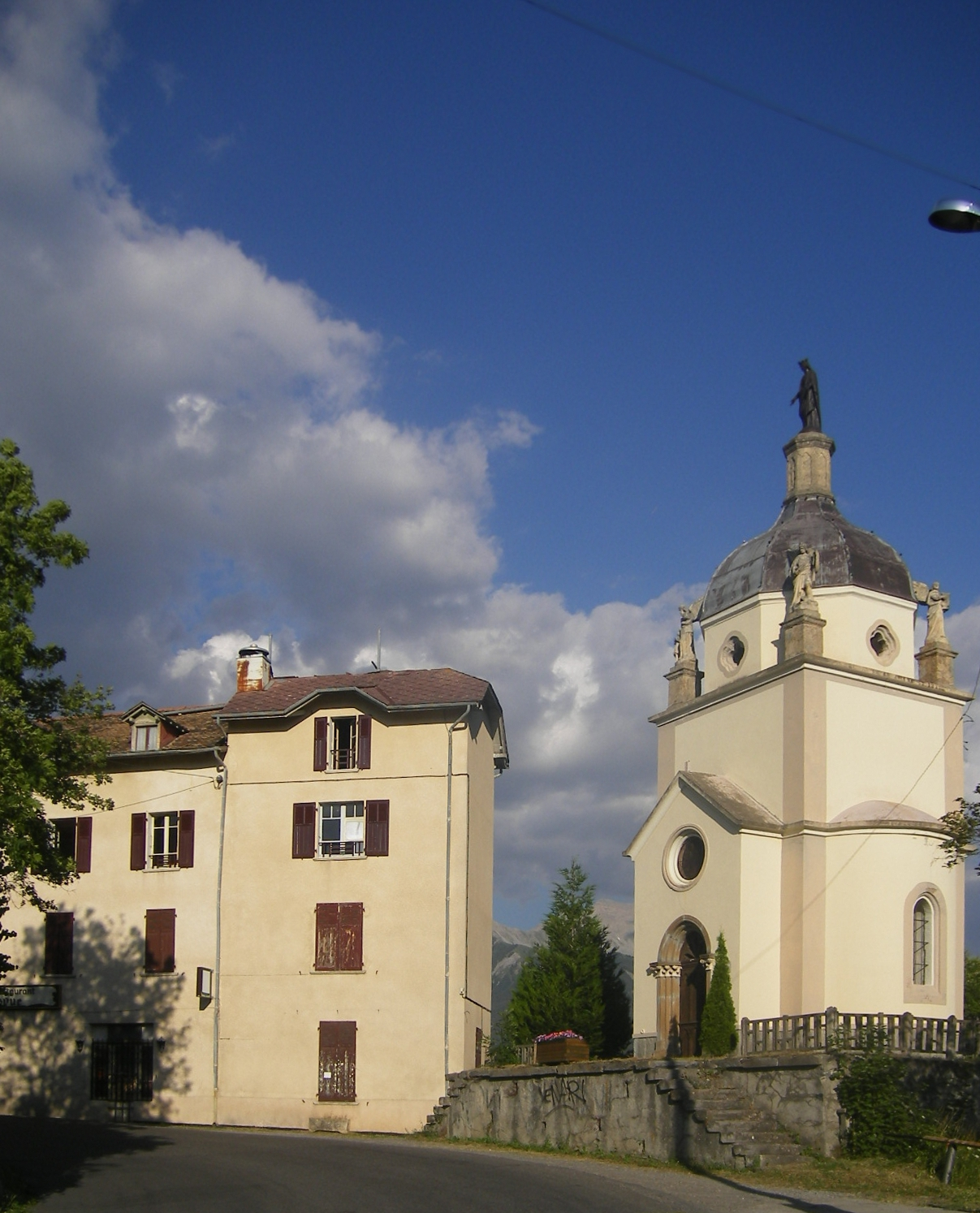
Chapelle de Bellevue
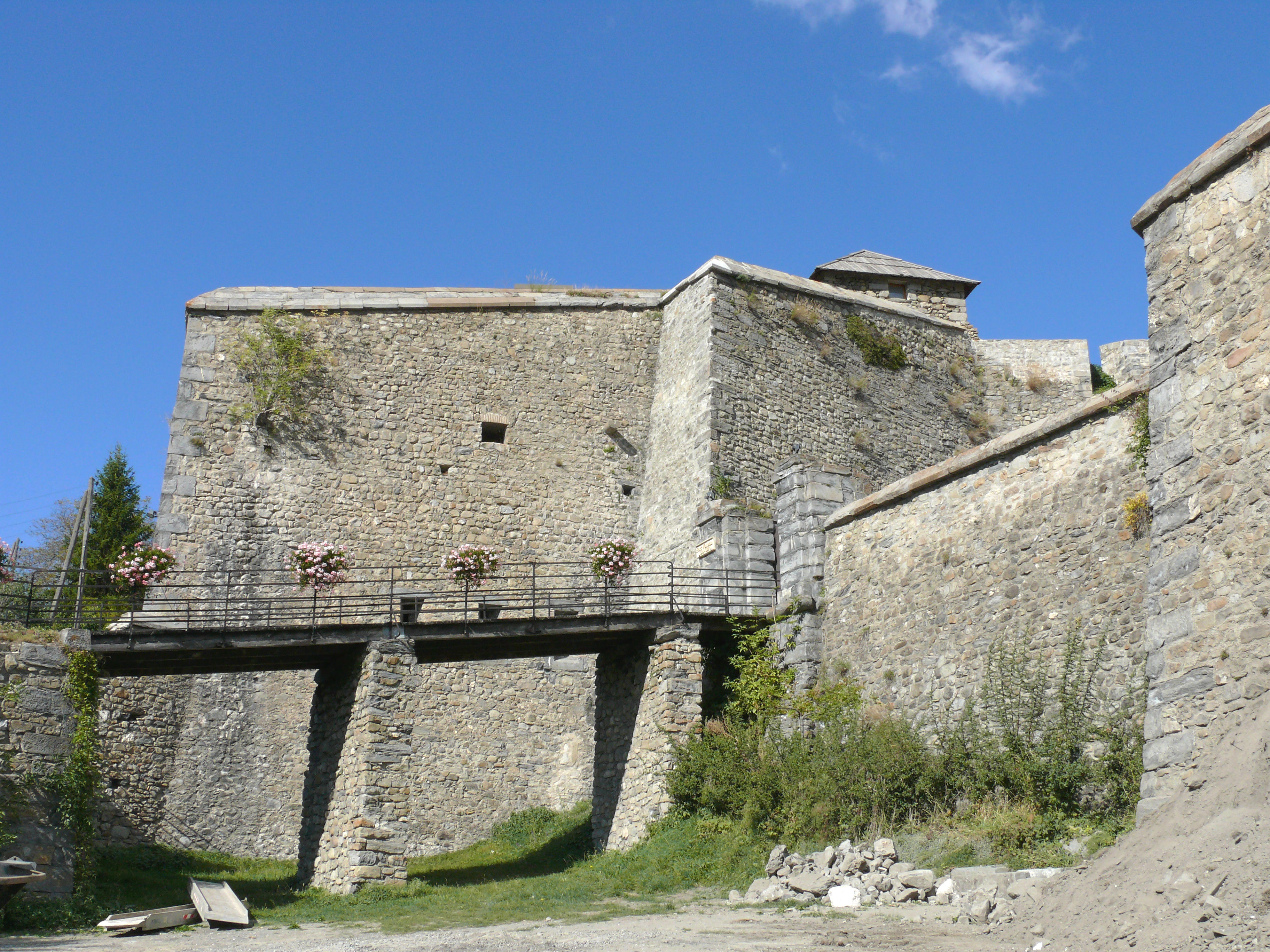
Zitadelle
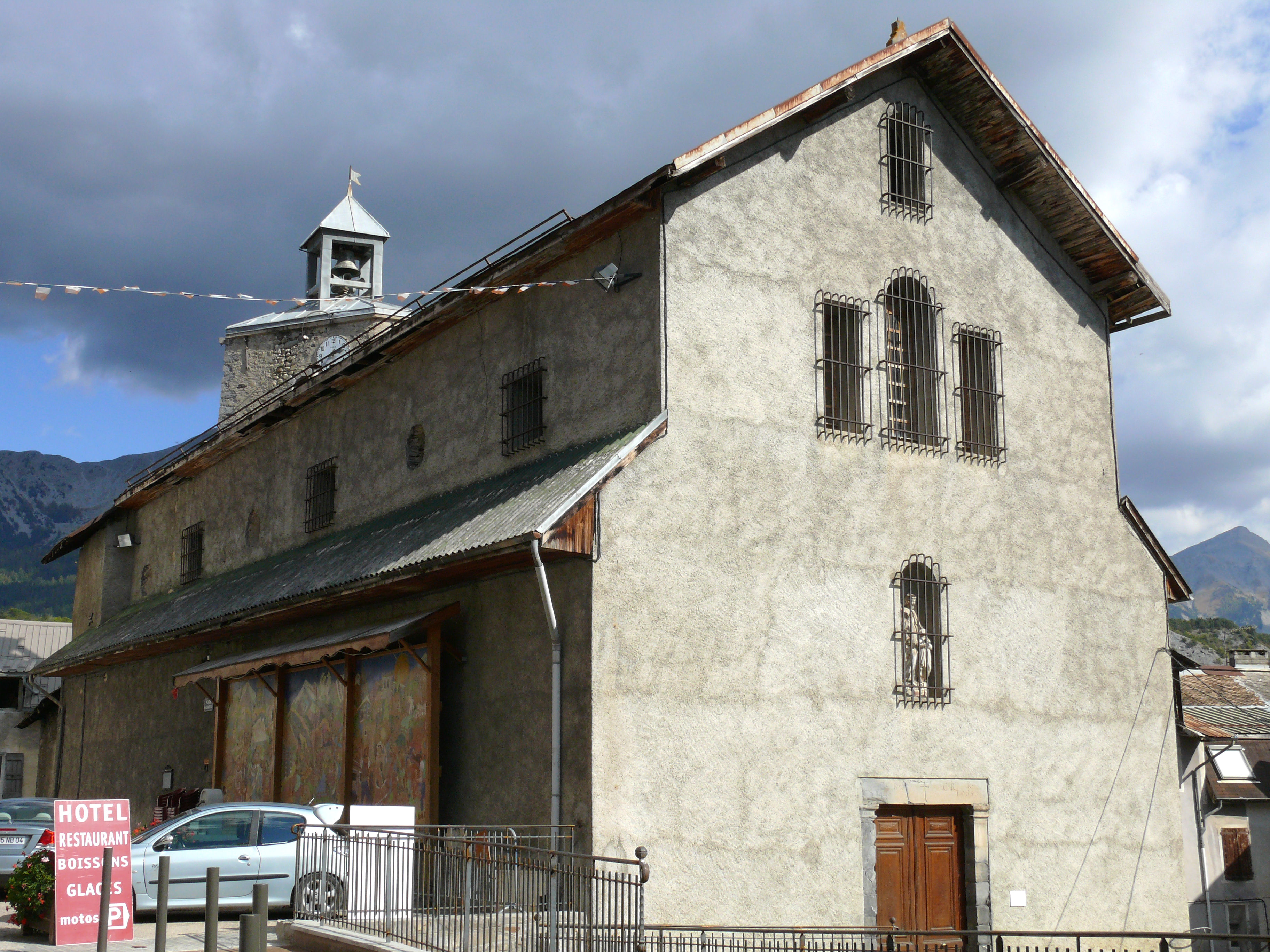
Dominikanerkloster
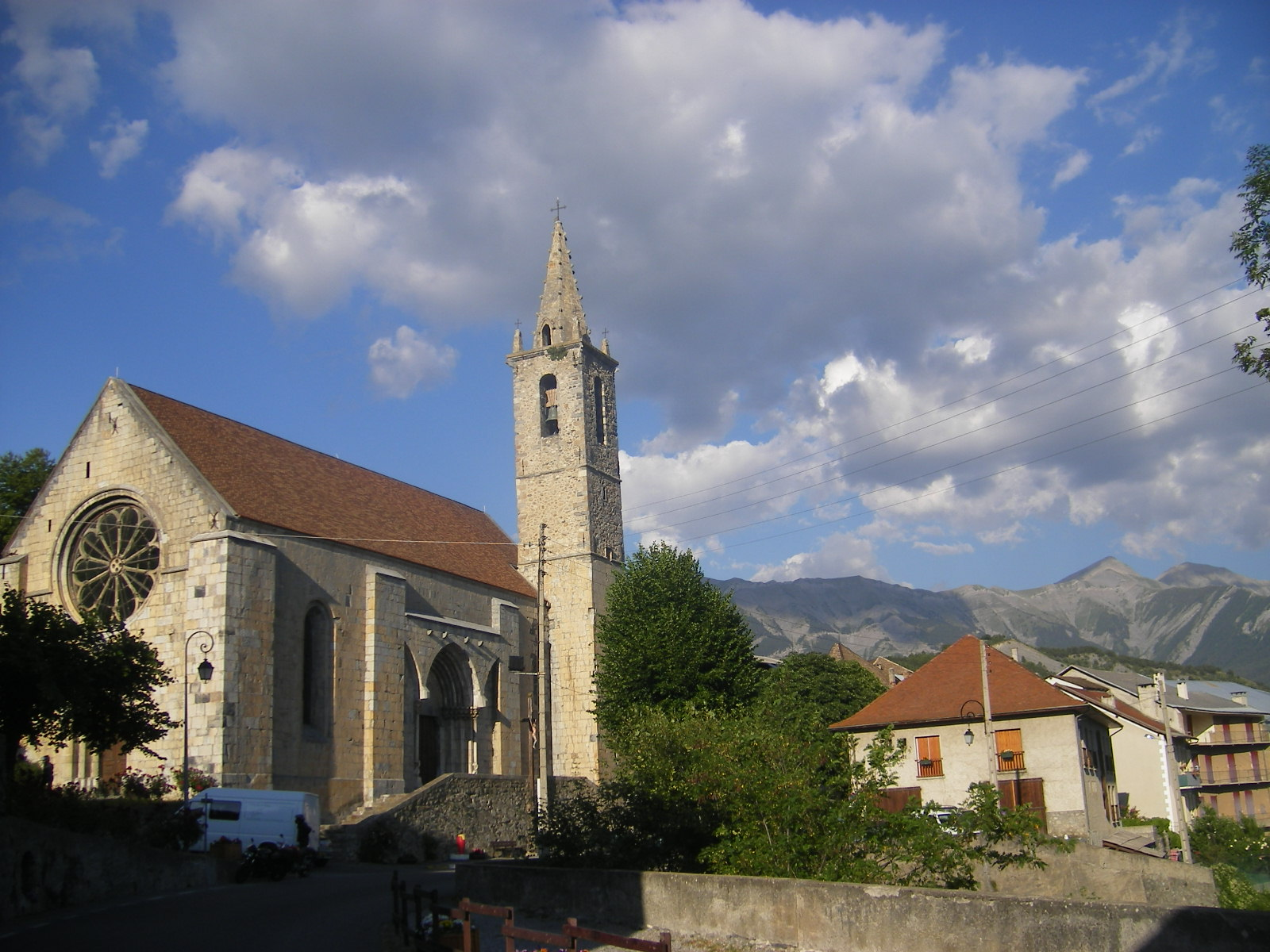
Notre-Dame-de-Nazareth

## Sonstiges
Aus dem bei Seyne eingerichteten Einsatzzentrum wurden die Rettungs- bzw. Bergungsmaßnahmen im Rahmen des Flugzeugabsturzes Germanwings-Flug 9525 vom 24. März 2015 koordiniert. Der Airbus A320 mit dem Luftfahrzeugkennzeichen D-AIPX war auf dem Weg von Barcelona nach Düsseldorf im Gebiet der südlichen Nachbargemeinde Prads-Haute-Bléone in unwegsamem gebirgigen Gelände zerschellt.